# Чрнивец
Чрнивец (словен. Črnivec) је насељено место у општини Радовљица, Горењска регија, Словенија.

## Историја
До територијалне реорганизације у Словенији био је у саставу старе општине Радовљица.

## Становништво
У попису становништва из 2011. године, Чрнивец је имао 244 становника.
| Број становника према пописима | Број становника према пописима | Број становника према пописима |
| ------------------------------ | ------------------------------ | ------------------------------ |
| 1991                           | 2002                           | 2011                           |
| 191                            | 217                            | 244                            |

## Галерија
- Водопад „Перачица“.
- детаљ из Перачице